# Barocco sempre giovane
 (octobre 2023).
Si vous disposez d'ouvrages ou d'articles de référence ou si vous connaissez des sites web de qualité traitant du thème abordé ici, merci de compléter l'article en donnant les références utiles à sa vérifiabilité et en les liant à la section « Notes et références ».

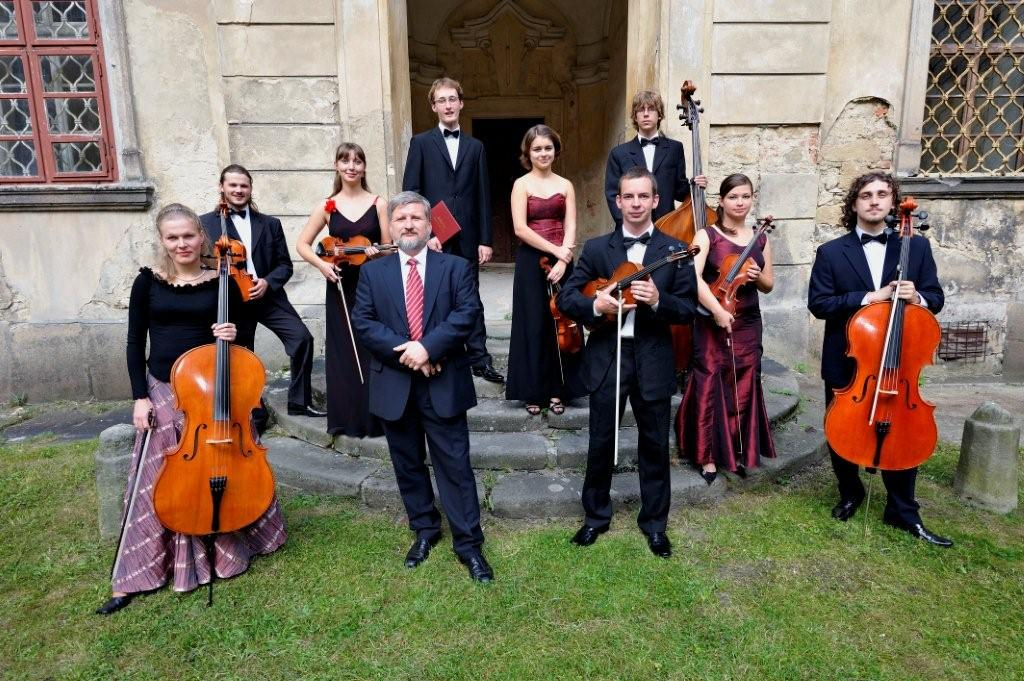
Barocco sempre giovane

Barocco sempre giovane (Baroque toujours jeune) est un orchestre de chambre tchèque spécialisé dans la musique baroque.
L'ensemble est composé de jeunes musiciens professionnels, étudiants et promus de L'Académie des arts musicaux à Prague. Il est spécialisé dans l'interprétation des compositions de l'époque du baroque culminant, mais il ne se dérobe pas aux autres styles.

## Historique
Barocco sempre giovane a été fondé en 2004 par le violoncelliste Josef Krečmer, qui en est le directeur artistique,. L'organiste et claveciniste attitré de l'ensemble est Pavel Svoboda.
L'orchestre a participé à de nombreux concerts dans des festivals célèbres (Le Printemps de Prague, Le festival international de musique à Brno, Les fêtes de la musique à Prague, Les festivités de la musique monastique et les autres), ses concerts ont été retransmis en direct par la télévision tchèque ainsi que par la radio tchèque.
En 2008 l'ensemble a enregistré un CD en collaboration avec le violoniste Václav Hudeček. Il organise aussi un propre cycle de concerts pour les abonnés à Pardubice et donne également des concerts à l'étranger.